# Esteban Madruga
Esteban Madruga (Salamanca, 8 de diciembre de 1922-Toledo, 1 de abril de 1991) fue un guionista, ayudante de dirección y director de cine español. Su exigua carrera cinematográfica abarcó desde 1954 hasta 1965.

## Filmografía completa

### Como director
- Carrusel nocturno (Documental) 1964
- Cupido contrabandista (1962)
- Nada menos que un arkángel (1960)

### Como guionista
- Morir en España (Documental) (1965)
- Cupido contrabandista (1962)
- Se prohíbe vivir (1956)
- El pescador de coplas (1954)

### Como ayudante de dirección
- Honorables sinvergüenzas (1961)
- Margarita se llama mi amor (1961)
- Patricia mía (1961)
- Un americano en Toledo (1960)
- ¡Ahí va otro recluta! (1960)
- Bajo el cielo andaluz (1960)
- Nada menos que un arkángel (1960)
- El genio alegre (1957)